# フィル・バローニ

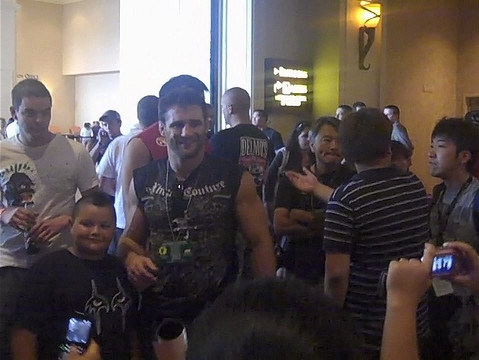
UFCファンエキスポでのバローニ

フィル・バローニ（Phil Baroni、1978年4月16日 - ）は、アメリカ合衆国の男性総合格闘家。イタリア系アメリカ人。ニューヨーク州ロングアイランド出身。アメリカン・キックボクシング・アカデミー所属。
PRIDEでは美濃輪育久、長南亮、近藤有己を破るなどして活躍、ウェルター級のトップ選手の一人であった。また、ガウンを着ての派手な入場シーンや、マーク・コールマン、ケビン・ランデルマンとのやりとりでも人気を博した。

## 来歴
ナッソーコミュニティカレッジ時代はレスリングでオールアメリカンに2度選出された。その後、ホフストラ大学に進学、中央ミシガン大学に編入し、心理学と生物学を専攻した。
17歳から20歳まで、大会で優勝するなどアマチュアボディービルダーとして活躍。またキックボクシングで7戦全勝（7KO）、アマチュアボクシングでも10戦全勝（10KO）の戦績を残した。
2001年2月23日、UFC初参戦となったUFC 30でカーティス・スタウトと対戦し、3-0の判定勝ちを収めた。
2002年9月27日、UFC 39でデイブ・メネーと対戦し、1RKO勝ち。
2003年11月21日、UFC 45のエヴァン・タナー戦で、レフェリーから試合を続行したいか意思確認をされ「Yes」と答えたのにもかかわらず試合をストップされるというレフェリーのミスが起こり、思わずレフリーを小突いてしまったために、4ヶ月間の出場停止処分を受ける。2004年6月19日、UFC 48でエヴァン・タナーと再戦が組まれるも、判定で敗れた。
2005年5月22日、PRIDE初参戦となったPRIDE 武士道 -其の七-で美濃輪育久と対戦し、踏みつけでTKO勝ちを収めた。
2005年7月17日、PRIDE 武士道 -其の八-で長南亮と対戦しKO勝ち。
2005年9月25日、PRIDE 武士道 -其の九-のウェルター級（-83kg）トーナメント1回戦で美濃輪育久と再戦し、0-3の判定負けを喫した。
2006年4月2日、PRIDE 武士道 -其の拾-で近藤有己と対戦し、右フックでKO勝ち。
2006年6月4日、PRIDE 武士道 -其の十一-のウェルター級グランプリ1回戦で三崎和雄と対戦し、0-3の判定負けを喫した。
2006年10月21日、ラスベガス大会のPRIDE.32で、西島洋介にチキンウィングアームロックで一本勝ち。
2007年6月22日、Strikeforce初参戦となったStrikeforce: Shamrock vs. Baroniの世界ミドル級王座決定戦でフランク・シャムロックと対戦し、チョークスリーパーで失神一本負けを喫し王座獲得に失敗した。試合後の薬物検査でアナボリックステロイドの陽性反応が検出され、カリフォルニア州アスレチック・コミッションから2,500ドルの罰金と1年間の出場停止処分を受けた。その後提訴し、10月31日の公聴会で停止期間が6か月間（12月22日まで）に短縮された。
2008年3月5日の戦極旗揚げ戦戦極 〜第一陣〜で菊田早苗との対戦が予定されていたが、2月12日に右肩負傷（右肩回旋筋腱板破裂）による欠場が発表された。
戦極旗揚げ戦欠場が発表される3日前の2月9日にIcon Sport参戦が発表され、バローニも記者会見に出席した。3月15日、Icon Sportミドル級王座決定戦でカラ・"コロヘ"・ホースと対戦し、パウンドでTKO負けを喫し王座獲得に失敗した。欠場した戦極旗揚げ戦の10日後の大会であった。
2008年5月31日、EliteXCでジョーイ・ヴィラセニョールと対戦し、がぶられた状態から右アッパーの連打を受け、TKO負け。
2008年9月26日、PFCでオラフ・アルフォンソと対戦し、判定勝ち。1週間後の10月3日にはStrikeforceでジェームス・マルチネスと対戦予定であったが、PFCでの目尻カットのために欠場となった。
2009年6月6日、2年ぶりのStrikeforce参戦となったStrikeforce: Lawler vs. Shieldsでジョー・リッグスと対戦し、0-3の判定負けを喫した。
2009年11月21日、4年9か月ぶりのUFC参戦となったUFC 106でアミール・サダローと対戦し、0-3の判定負けを喫した。
2011年1月1日、1年1か月ぶりの復帰戦となったUFC 125でブラッド・タヴァレスと対戦し、パウンドによるTKO負けを喫した。2連敗となりUFCからリリースされた。
2011年9月3日、ONE FC旗揚げ戦となったONE FC 1で吉田善行と対戦し、判定負け。
2012年12月31日、DREAM.18 & GLORY 4で桜井速人と対戦し、判定負け。
2018年11月9日、素手で戦うベアナックルボクシング団体のWorld Bare Knuckle Fighting Federationでクリス・リーベンと対戦し、1RTKO負けを喫した。
2023年1月、メキシコのホテルでガールフレンドを殺害した容疑で逮捕された。殺人容疑で有罪となった場合は50年から75年の懲役刑が下される可能性がある。

## 人物・エピソード
- PRIDE在籍時には、同じハンマーハウスのチームメイトのヘビー級のコールマン（長男）、ミドル級のランデルマン（次男）、そしてウェルター級のバローニ（三男）の3人で「筋肉三兄弟」と呼ばれていた。
- 2009年からはTPFやSuper Fight Leagueの解説者としても活動している。

## 戦績
| 総合格闘技 戦績 | 総合格闘技 戦績 | 総合格闘技 戦績 | 総合格闘技 戦績 | 総合格闘技 戦績 | 総合格闘技 戦績 | 総合格闘技 戦績 |
| --------------- | --------------- | --------------- | --------------- | --------------- | --------------- | --------------- |
| 35 試合         | (T)KO           | 一本            | 判定            | その他          | 引き分け        | 無効試合        |
| 16 勝           | 11              | 2               | 3               | 0               | 0               | 0               |
| 19 敗           | 7               | 3               | 9               | 0               | 0               | 0               |

| 勝敗 | 対戦相手                   | 試合結果                           | 大会名                                                                 | 開催年月日     |
| ×    | ワン・サイ                 | 1R 4:10 リアネイキドチョーク       | Rebel FC 9                                                             | 2019年9月7日   |
| ○    | マット・レグラー           | 1R 0:24 TKO                        | KOTC: Under Siege                                                      | 2018年5月4日   |
| ×    | カロ・パリジャン           | 1R 2:06 TKO（スタンドパンチ連打）  | Bellator 122                                                           | 2014年7月25日  |
| ×    | 鈴木信達                   | 1R 4:17 TKO（パウンド）            | ONE FC 9: Rise to Power                                                | 2013年5月31日  |
| ×    | 桜井"マッハ"速人           | 5分3R終了 判定0-3                  | DREAM.18 & GLORY 4 〜大晦日 SPECIAL 2012〜                             | 2012年12月31日 |
| ○    | ホドリゴ・ヒベイロ         | 1R 1:00 TKO（パウンド）            | ONE FC 5: Pride of a Nation                                            | 2012年8月31日  |
| ×    | クリス・ホランド           | 2R 2:50 TKO（パンチ連打）          | Ring of Fire 43: Bad Blood                                             | 2012年6月2日   |
| ×    | 吉田善行                   | 5分3R終了 判定0-3                  | ONE FC 1: Champion vs. Champion                                        | 2011年9月3日   |
| ○    | ニック・ノルティ           | 5分3R終了 判定3-0                  | Titan FC 17                                                            | 2011年3月25日  |
| ×    | ブラッド・タヴァレス       | 1R 4:20 TKO（パウンド）            | UFC 125: Resolution                                                    | 2011年1月1日   |
| ×    | アミール・サダロー         | 5分3R終了 判定0-3                  | UFC 106: Ortiz vs. Griffin 2                                           | 2009年11月21日 |
| ×    | ジョー・リッグス           | 5分3R終了 判定0-3                  | Strikeforce: Lawler vs. Shields                                        | 2009年6月6日   |
| ○    | オラフ・アルフォンソ       | 5分3R終了 判定3-0                  | PFC 10: Explosive                                                      | 2008年9月26日  |
| ○    | ロン・ヴェルダデロ         | 1R 0:51 TKO（パンチ連打）          | Icon Sport: Hard Times                                                 | 2008年8月2日   |
| ○    | スコット・ジャンセン       | 1R 3:18 KO（右フック）             | Cage Rage 27: Step Up                                                  | 2008年7月12日  |
| ×    | ジョーイ・ヴィラセニョール | 1R 1:11 TKO（スタンドパンチ連打）  | EliteXC: Primetime                                                     | 2008年5月31日  |
| ×    | カラ・"コロヘ"・ホース     | 5R 1:45 TKO（パウンド）            | Icon Sport: Baroni vs. Hose 【Icon Sportミドル級王座決定戦】           | 2008年3月15日  |
| ×    | フランク・シャムロック     | 2R 4:00 チョークスリーパー         | Strikeforce: Shamrock vs. Baroni 【Strikeforce世界ミドル級王座決定戦】 | 2007年6月22日  |
| ○    | 西島洋介                   | 1R 3:20 チキンウィングアームロック | PRIDE.32 "THE REAL DEAL"                                               | 2006年10月21日 |
| ×    | 三崎和雄                   | 2R（10分/5分）終了 判定0-3         | PRIDE 武士道 -其の十一- 【ウェルター級グランプリ 1回戦】               | 2006年6月4日   |
| ○    | 近藤有己                   | 1R 0:25 KO（右フック）             | PRIDE 武士道 -其の拾-                                                  | 2006年4月2日   |
| ×    | 美濃輪育久                 | 2R（10分/5分）終了 判定0-3         | PRIDE 武士道 -其の九- 【ウェルター級トーナメント 1回戦】               | 2005年9月25日  |
| ○    | 長南亮                     | 1R 1:40 KO（右フック）             | PRIDE 武士道 -其の八-                                                  | 2005年7月17日  |
| ○    | 美濃輪育久                 | 2R 2:04 TKO（踏みつけ）            | PRIDE 武士道 -其の七-                                                  | 2005年5月22日  |
| ○    | クリス・クルート           | 2R 腕ひしぎ十字固め                | Extreme Fighting Challenge 11                                          | 2005年3月5日   |
| ×    | ピート・セル               | 3R 4:19 フロントチョーク           | UFC 51: Super Saturday                                                 | 2005年2月5日   |
| ×    | エヴァン・タナー           | 5分3R終了 判定0-3                  | UFC 48: Payback                                                        | 2004年6月19日  |
| ×    | エヴァン・タナー           | 1R 4:42 TKO（マウントパンチ）      | UFC 45: Revolution                                                     | 2003年11月21日 |
| ×    | マット・リンドランド       | 5分3R終了 判定0-3                  | UFC 41: Onslaught                                                      | 2003年2月28日  |
| ○    | デイブ・メネー             | 1R 0:18 KO（スタンドパンチ連打）   | UFC 39: The Warriors Return                                            | 2002年9月27日  |
| ○    | アマール・スロエフ         | 1R 2:55 TKO（マウントパンチ）      | UFC 37: High Impact                                                    | 2002年5月10日  |
| ×    | マット・リンドランド       | 5分3R終了 判定0-2                  | UFC 34: High Voltage                                                   | 2001年11月2日  |
| ○    | ロバート・サルコジ         | 1R 1:05 TKO（パンチ連打）          | WMMAA 1: MegaFights                                                    | 2001年8月10日  |
| ○    | カーティス・スタウト       | 5分2R終了 判定3-0                  | UFC 30: Battle on the Boardwalk                                        | 2001年2月23日  |
| ○    | ジョン・ヘイズ             | 1R 0:35 TKO（パンチ連打）          | Vengeance at the Vanderbilt 9                                          | 2000年8月5日   |

## 表彰
- SHERDOG ファイト・オブ・ザ・イヤー（2003年）